# Kulîșivka, Varva
Kulîșivka (în ucraineană Кулишівка) este un sat în comuna Juravka din raionul Varva, regiunea Cernihiv, Ucraina.

## Demografie
Componența lingvistică a localității Kulîșivka
     Ucraineană (99,29%)
     Alte limbi (0,71%)
Conform recensământului din 2001, majoritatea populației localității Kulîșivka era vorbitoare de ucraineană (99,29%), existând în minoritate și vorbitori de alte limbi.